# Rafael Olmedo
Rafael Olmedo Limeses (Pontevedra, Galicia, 1916 - 2015) fue una de las personalidades más importantes del mundo de la vela en España. Es conocido por haber presidido el Monte Real Club de Yates de Bayona durante más de 40 años y por ser el primer presidente de un club español en desafiar a la Copa América de Vela. El 21 de febrero de 2015 falleció en Vigo a los 99 años de edad.

## Biografía
Rafael Olmedo Limeses nació en 1916 en Pontevedra, Galicia. Fue el primer piloto aéreo de Vigo, pero pronto cambió el cielo por el mar, y a bordo del "Rabisco", su barco familiar, participó en numerosas competiciones.
"La vida tiene muchas cosas que hay que disfrutar, desde la amistad al deporte", dijo el propio Olmedo en sus memorias publicadas en el Faro de Vigo, en 2011, obra de Fernando Franco, en donde se destacaba su faceta más emprendedora, como empresario polifacético, en proyectos dentro del mundo textil, de la alimentación o de la avicultura, además de ser el motor en Vigo de Aviaco o del Aero Club. En 1956 obtuvo uno de los primeros títulos de piloto privado de Vigo, afición que cultivó intensamente. Practicó tenis y automovilismo, pero "me atraparon el mar y el aire", confesó.
El 21 de febrero de 2015 Rafael Olmedo Limeses falleció a los 99 años. Desde entonces es recordado por muchos como el gran presidente o el hombre de la eterna sonrisa

## Monte Real Club de Yates de Bayona (MRCYB)
En 1973 asumió la presidencia del Monte Real Club de Yates con el objetivo de convertirlo en un referente en el mundo de la vela, y así lo hizo, trabajando mano a mano con la junta directiva. Lo que hasta entonces era un club modesto, que pasaba por ciertas dificultades económicas, se convirtió poco a poco en uno de los clubes náuticos con mayor prestigio de España.
Rafael Olmedo cogió el timón del Monte Real con un rumbo claro, el de llevar al club lo más lejos posible, fomentando el turismo náutico y las regatas de carácter nacional e internacional. Bajo su mandato, el Monte Real organizó grandes competiciones de cruceros, como la Regata del Descubrimiento Bermudas-Bayona, varias Lymington-Baiona, varios campeonatos de España y un gran número de regatas Match Race.
"Fue un gran presidente que se encargó, con su gran trabajo, de poner el deporte gallego y español al más alto nivel mundial" 

## Copa América de Vela
Rafael Olmedo convirtió al Monte Real en el primer club español en presentar, en 1989, un desafío en la Copa América de Vela, la competición más antigua del mundo. Después de haber presentado el desafío en 1989, el Monte Real Club de Yates participó en la vigésimo octava edición de la competición, celebrada en 1992 en San Diego (Estados Unidos). Era la primera vez en la historia de la competición de vela más importante del mundo en la que competía un equipo español. El equipo Desafío Español Copa América, liderado por Pedro Campos Calvo-Sotelo, y compitiendo con el barco "España 92 Quinto Centenario", logró un meritorio quinto puesto. 
La vigésimo novena edición de la Copa América de Vela, celebrada en San Diego (Estados Unidos) en 1995, fue la segunda ocasión en la que un equipo español se presentó a la competición, también con Rafael Olmedo liderando el proceso. España fue representada por el equipo Copa América 95 Desafío Español, del Monte Real Club de Yates de Bayona y el Real Club Náutico de Valencia. El equipo, encabezado por Pedro Campos, compitió con el barco "Rioja de España", construido en los astilleros Rodman Polyships de Vigo. 
En el año 2000, y por tercera vez consecutiva, España se presenta a la Copa América de Vela, que cumplía trigésima edición y se celebraba en Auckland (Nueva Zelanda). El equipo español, con el nombre de Spanish Challenge, del Monte Real Club de Yates de Bayona y el Real Club Náutico de Valencia, navegó en el barco "Bravo España", bajo la dirección de Pedro Campos.

## Reconocimientos
A lo largo de su prolífica vida, Olmedo recibió numerosas distinciones de diferentes instituciones y organizaciones. En 1996, el concejo de Bayona lo nombró hijo predilecto de la villa, por haber transformado a la localidad en un referente internacional de la vela y el turismo náutico. Fue reconocido, además, con la Cruz al Mérito Naval con distintivo blanco, que le entregó el Rey Don Juan Carlos; con la Medalla de Oro de la Federación Española de Vela, que le impuso el por aquel entonces Príncipe Don Felipe de Borbón; con la Medalla de Bronce del mérito deportivo del Estado; y con el Premio al Mérito Deportivo, que le concedió la Junta de Galicia en 2011. En 2013, cuando cumplió 40 años en la presidencia del Monte Real, la junta directiva decidió ponerle su nombre al mástil de señales, símbolo de identidad del club, en el que, durante todo el año, ondean su grímpola y las banderas de Bayona, Galicia y España.
- Cruz al Mérito Naval con distintivo blanco (Entregada por el Rey Don Juan Carlos)[9]
- Medalla de Oro de la Federación Española de Vela (Impuesta por el Príncipe Don Felipe de Borbón, hoy en día Rey Felipe VI)
- Medalla de Bronce al Mérito Deportivo (Concedida por el Estado)[9]
- Premio al Mérito Deportivo (Concedido por la Junta de Galicia, 2011)[9]
- Hijo Predilecto de la Villa de Baiona (Concedido por )
- Cuando cumplió 40 años como presidente del Monte Real Club de Yates, la Junta Directiva le puso su nombre al mástil de señales del club